# Clitoria ternatea
Clitoria ternatea (cunoscută sub numele comun de floarea clitoris, mazărea fluturilor, fasolea fluturilor) este o specie de plante din familia leguminoaselor. În India este venerată ca o plantă sacră, folosită în ritualurile religioase puja.

## Nume
Numele genului Clitoria provine de la cuvântul clitoris, datorită asemănării florii cu vulva feminină. Numele speciei „ternatea” derivă de la  denumirea insule Ternate (situată în grupul de nord al insulelor Moluce) din arhipelagul indonezian, de unde sunt originare exemplarele descrise, pentru prima dată din punct de vedere științific, de către Linnaeus.

## Descriere
Clitoria ternatea este o plantă erbacee perenă, cu frunze eliptice și obtuze, crește sub formă de liană. Cea mai deosebită particularitate ale acestei plante sunt florile sale, solitare, de culoare de un albastru intens, cu regiuni galbene deschis. Florile au o lungime de aproximativ 4 cm și o lățime de 3 cm. Unele soiuri produc flori albe.
Fructele sunt în formă de păstaie, plate, cu lungimea de 5–7 cm, conținând fiecare câte 6-10 semințe. Semințele sunt comestibile în stare proaspătă (fragedă).
Fiind plantă leguminoasă, rădăcinile formează asociații simbiotice cu bacteriile edafice din genul Rhizobium, care transformă azotul atmosferic într-o formă organică, asimilabilă (de regulă plantele nu pot obține compuși azotați din aer).

## Utilizare
Clitoria ternatea este cultivată ca plantă ornamentală și ca specie de recultivare a terenurilor afectate de activitatea antropogenă (de exemplu, minele din Australia). Datorită simbiozei cu bacteriile fixatoare de azot, este folosită pentru îmbunătățirea calității solului prin acumularea substanțelor organice azotoase.
În Asia de Sud-Est, florile sunt utilizate ca colorant natural în alimentație: la gătirea orezului (Indonezia, Malaysia), fabricarea aluatului și prăjiturilor (Thailanda, Myanmar). În unele țări, petalele sunt folosite la prepararea infuziilor (ceaiurilor), împreună cu alte componente, precum citricele.

### Medicina populară
În medicina tradițională ayurvedică, i se atribuie diverse calități, inclusiv proprietatea de îmbunătățire a memoriei, având efect neurotrop, antistres, anxiolitic, antidepresiv, antiepileptic și sedativ.
În medicina populară chineză, plantei i s-a atribuit capacitate de ridicare a libidoului feminin, din cauza aspectului său similar cu vulva și clitorisul feminin, însă fără vreo confirmare științifică.

## Răspândire
Această specie se întâlnește în Asia de Sud și de Sud-Est, a fost introdusă ca plantă cultivată în Africa, Australia și Americi.